# Maginus (kráter)

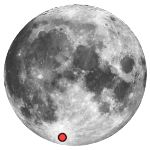
poloha kráteru

Maginus je starý měsíční impaktní kráter ležící na jižní vysočině na jihovýchod od výrazného kráteru Tycho. Jedná se o velký útvar, velký jako  téměř tři čtvrtiny průměru Clavia, který leží jihozápadně. Na sever od Maginu je menší kráter Proctor a na jihovýchodě kráter Deluc .
Okraj kráteru Maginus je silně zerodovaný s několika překrývajícími se krátery na východní straně valu. Val je na jihovýchodě narušen zerodovaným kráterem Maginus C (42 km). Z původních prvků, které tvořily okraj Magina, zbývá jen málo a už nemá vnější val. Dno je relativně ploché s dvojicí nízkých středových vrcholů.